# Australiorylon longipilis
Australiorylon longipilis là một loài bọ cánh cứng trong họ Cerylonidae. Loài này được Carter & Zeck miêu tả khoa học năm 1937.